# Paratritonia lutea
Paratritonia lutea Baba, 1949 è un mollusco nudibranchio della famiglia Tritoniidae. È l'unica specie nota del genere Paratritonia.